# 조희성

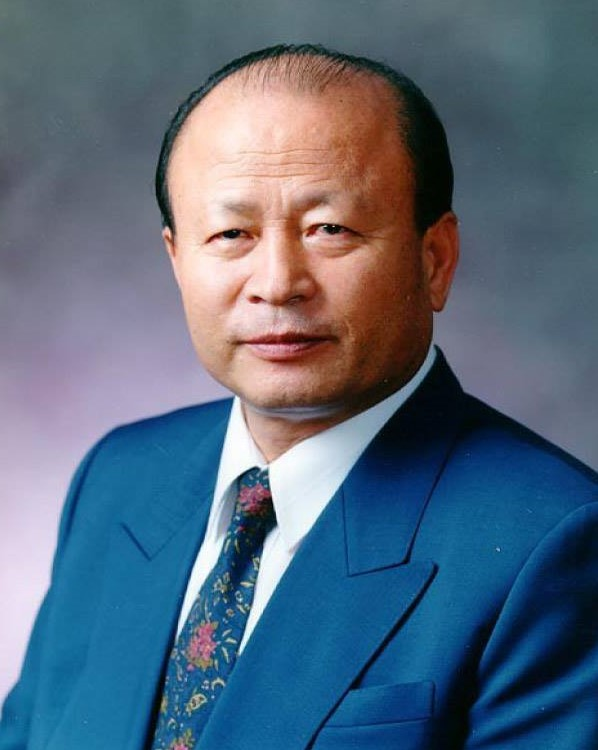
조희성

조희성(曺熙星, 1931년 8월 11일 ~ 2004년 6월 19일)은 영생교의 창시자이다.
조희성은 영생교 내에서 정도령, 이슬성신, 생미륵불, 메시아 등으로 불린다.

## 생애
신도 6명의 살해를 지시한 혐의 등(살인교사)으로 1심에서 사형이 선고돼었다. 2004년 6월경 2심에서 살인교사 혐의는 무죄, 범인도피 혐의만 유죄로 인정돼 징역 2년형을 선고받게 된다. 평소 자신을 따르는 신도들에게 육체로 영생할 수 있으며 교주 자신은 영생한다고 주장했으나 수감생활 중인 2004년에 심장마비로 사망했다.(향년 74세)

## 사상
사람은 원래 하나님이었으므로 사람을 하나님처럼 섬겨야 한다. 인류의 첫 조상은 하나님이었으므로 현재의 모든 인류는 한 피를 받은 한 몸이다. 따라서 누구든지 내 몸처럼 여겨야 하며 하나님처럼 섬겨야 한다.

## 같이 보기
- 영생교